# North Sydney (Nova Escócia)

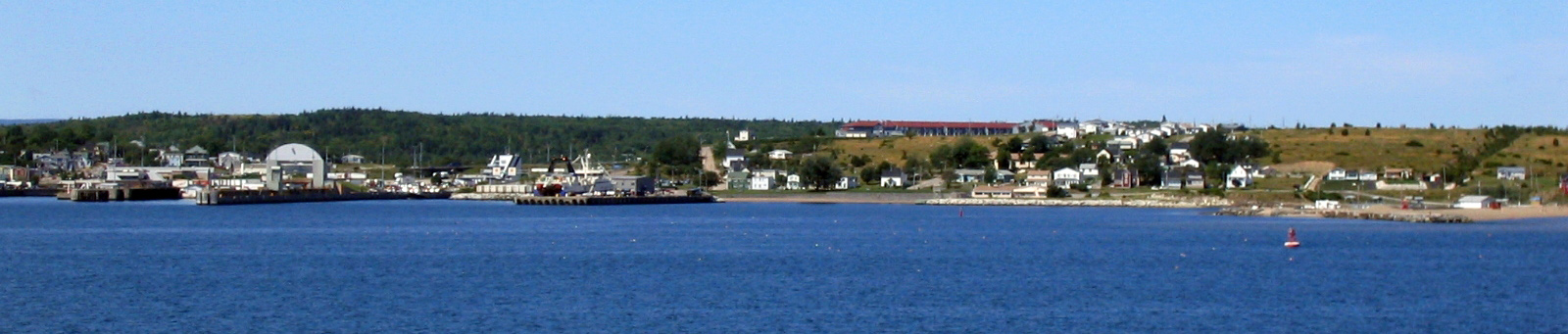
Panorama de North Sydney

North Sydney é uma comunidade na Municipalidade Regional de Cape Breton, Nova Escócia, Canadá. Localizada no lado norte do porto de Sydney, Nova Escócia, ao longo da costa leste da Ilha Cape Breton, North Sydney é um porto importante no Canadá atlântico. O terminal de balsa em North Sydney age como uma ligação marítima para a rota transcanadense para a ilha de Terra Nova. É por esse motivo que North Sydney é por vezes chamada de 'entrada principal para Terra Nova'.
A população de North Sydney é de 6.775 (2001), mas a comunidade já tinha mais de 4.500 habitantes em 1870.